# Xavier Buff
Xavier Buff (16 de dezembro de 1971) é um matemático francês, especialista em sistemas dinâmicos. 
Buff obteve um doutorado em 1996 na Universidade Paris-Sul, orientado por Adrien Douady, com a tese Points fixe de renormalisation. No pós-doutorado foi no ano acadêmico 1997–1998 H. C. Wang Assistant Professor na Universidade Cornell. Na Universidade Paul Sabatier (Université Toulouse III) foi em 1998 maître de conférences, obteve a habilitação em 2006 com a tese Disques de Siegel et ensembles de Julia d'aire strictement positive, tornando-se em 2008 professor.
Foi palestrante convidado do Congresso Internacional de Matemáticos em Hyderabad (2010: Quadratic Julia Sets with Positive Area), baseada em trabalho conjunto com Arnaud Chéritat. Recebeu com Chéritat o Prêmio Leconte de 2006.

## Publicações selecionadas
- com A. Chéritat: Quadratic Julia sets with positive area, Annals of Mathematics, vol. 176, 2012, pp. 673-746
- com A. Chéritat: A new proof of a conjecture of Yoccoz, Annales de l’institut Fourier, vol. 61, 2011, pp. 319-350
- com A. Chéritat: The Brjuno function continuously estimates the size of quadratic Siegel disks, Annals of Mathematics, vol. 164, 2006, pp. 265–312
- com A. Chéritat: Upper Bound for the Size of Quadratic Siegel Disks, Inventiones Mathematicae, vol. 156, 2004, pp. 1-24 doi:10.1007/s00222-003-0331-6
- com C. Henriksen: Julia sets in parameter spaces, Communications in Mathematical Physics, vol. 220, 2001, pp. 333-375 doi:10.1007/PL00005568
- com A. Chéritat: Ensembles de Julia quadratiques de mesure de Lebesgue strictement positive, C. R. Acad. Sci. Paris, vol. 341, 2005, pp. 669-674 doi:10.1016/j.crma.2005.10.001
- com Leila Schneps, Jérôme Fehrenbach, Pierre Lochak, Pierre Vogel: Moduli Spaces of Curves, Mapping Class Groups and Field Theory, AMS and SMF 2003